# Schloss Borély
Das Schloss Borély (Französisch: Château Borély) ist eine klassizistische Schlossanlage im 8. Arrondissement der Stadt Marseille. Es liegt im großen öffentlichen Parc Borély.

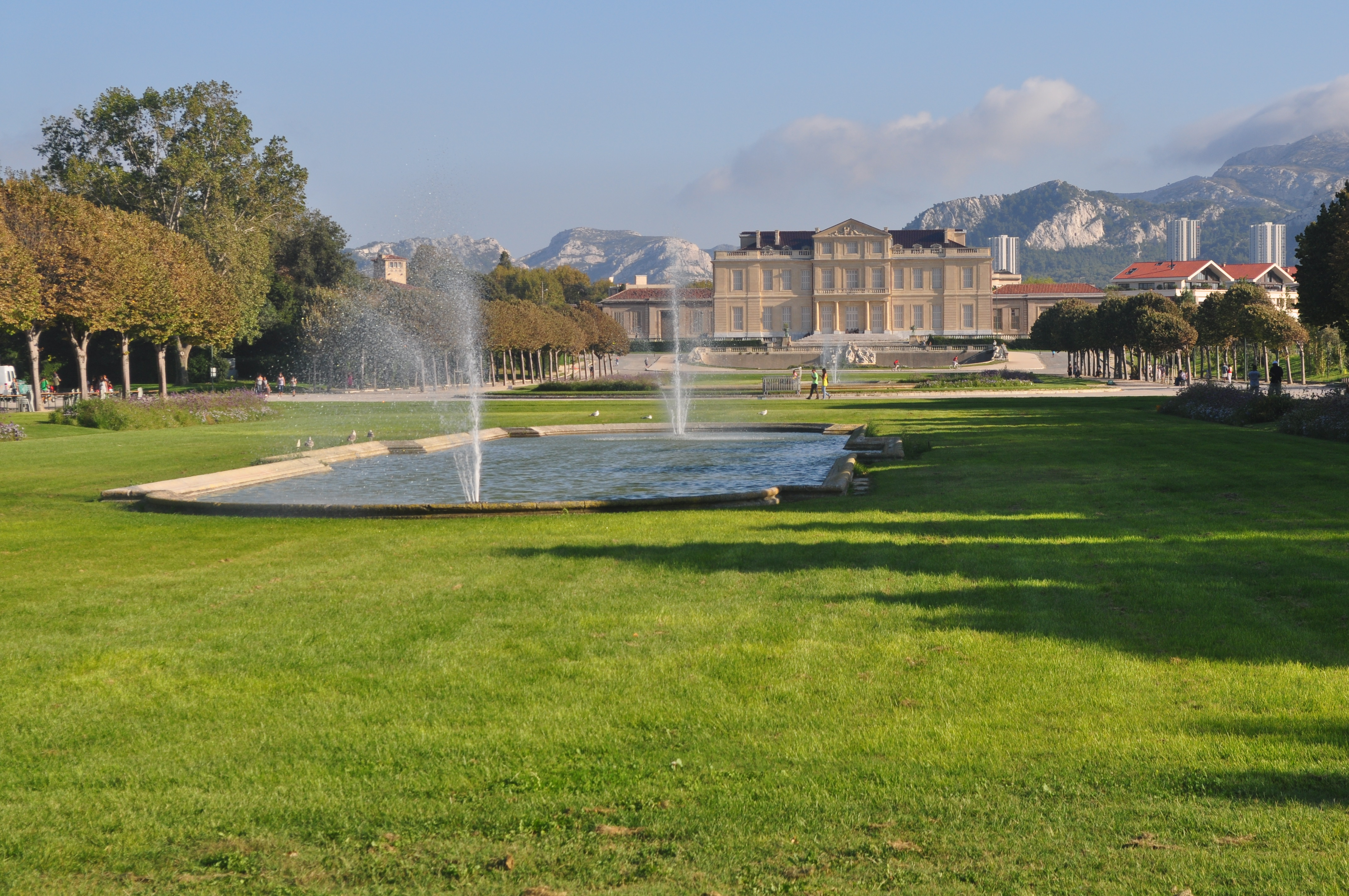
Schloss Borély

## Geschichte
Joseph Borély kaufte am 26. Juni 1684 ein großes Grundstück mit Reben, Weiden, Baumgärten und einem Wirtschaftsgebäude im Areal und heutigen Stadtquartier Bonneveine südlich der Altstadt von Marseille. Sein Bruder François Borély, ein erfolgreicher Geschäftsmann, wurde zum Échevin (Schöffe) von Marseille gewählt. Josephs Söhne Nicolas und Louis Borély (1692–1768) führten in Alexandria in Ägypten ein Handelskontor, über das sie aus dem Nahen Osten Weizen, Reis, Seide und Öl nach Marseille importierten. Nicolas Borély, seit 1747 Échevin von Marseille und 1753 von Louis XV in den Ritterstand erhoben, ließ sich einen Stadtpalast an der Rue Saint-Ferréol errichten.
Louis Borély arrondierte nach seiner Rückkehr nach Marseille im Jahr 1755 die Familiendomäne Bonneveine durch die Erwerbung der benachbarten Güter La Tirane, La Michèle, La Dumone und La Valbelle. Für einen repräsentativen Landsitz auf diesem Gelände bestellte er beim berühmten französischen Architekten Charles-Louis Clérisseau einen Bauplan. Dessen Fassadenriss vom 1. September 1767 ließ Louis Borély durch den königlichen Baumeister Marie-Joseph Peyre, dem Bruder von Antoine-François Peyre, überarbeiten.
Von Louis Borély, der am 6. April 1784 kinderlos gestorben war, fiel der Nachlass an den jüngeren Bruder Honoré Borély (1732–1804), Ehrenmitglied der Académie de peinture et de sculpture de Marseille, auf den die umfangreiche Schlossbibliothek auf Borély zurückgeht. Nach der französischen Revolution konnte Honoré Borély den Landsitz fast unversehrt wiedererlangen. Nach seinem Tod im Jahr 1804 kam die Domäne im Jahr 1804 in den Besitz seiner Tochter Louise Jeanne Marie Borély (1774–1831), die am 18. Mai 1800 Pierre Léandre Mark-Tripoli (1770–1842), Graf von Panisse-Passis, geheiratet hatte. Das Geschlecht der Panisse-Passis gehört seit dem 16. Jahrhundert zur Führungsschicht der Grafschaft Venaissin in Südfrankreich. Der Sohn von Pierre-Léandre Mark-Tripoli, Gaston Mark-Tripoli (1807–1891), Graf von Panisse-Passis, entschloss sich zum Verkauf des Landguts Borély.

## Architektur
Schloss Borély ist ein herausragendes Beispiel für den südfranzösischen Bautyp des vornehmen Landsitzes der Bastide. Das dreistöckige Gebäude hat bei einer zurückhaltenden Fassadengestaltung mit einem Mittelrisaliten eine sehr reiche Innenausstattung. Es ist von zwei Pavillons neben dem Innenhof begleitet.
Die Innenräume weisen ein vielfältiges Dekor in Stuck, vergoldeten Wandverzierungen und Malereien auf. Die Deckengemälde mit mythologischen Szenen sind durch Werke von Guido Reni inspiriert und gelten als Hauptwerk des französischen Malers Louis Chaix, der in Schloss Borély auch Grisaillemalereien ausführte.
Die mit Marmor ausgestattete Schlosskapelle ist Ludwig dem Heiligen geweiht.
Das Schloss ist seit 1936 als französisches Kulturdenkmal (Monument historique) registriert.

## Museum
Nachdem der Landsitz mit dem großen Park im späten 19. Jahrhundert an die Stadt Marseille gekommen war, richtete diese darin ein archäologisches Museum ein, das bis 1989 bestand.
Nach umfassenden Renovationsarbeiten ist das Schloss seit dem 15. Juni 2013 erneut als Museum (Musée Borély) geöffnet, das dem Kunsthandwerk, der Fayence und der Kostümgeschichte gewidmet ist. Seine Bestände stammen aus verschiedenen früheren Sammlungen, zum Beispiel dem ehemaligen Musée de  la  Faïence, dem früheren Musée de la Mode, der Collection  Jourdan-Barry, dem  Fonds  Cantini und den Sammlungen von Schloss Borély selbst. In der Fayenceabteilung bildet die Keramik aus Marseille den Hauptbestand, der im Speisesaal und in anderen Räumen ausgestellt ist.